# Ronta (Borgo San Lorenzo)
Ronta è una frazione del comune italiano di Borgo San Lorenzo, nella città metropolitana di Firenze, in Toscana. 
La località è situata ai piedi della catena degli Appennini, nella valle del torrente Ensa, affluente del fiume Sieve.

## Clima
Negli anni venti del Novecento fu aperto uno stabilimento idroterapico, poi dismesso, grazie al quale la frazione divenne una apprezzata stazione climatica.

## Storia
Ronta è stata sotto della Repubblica Fiorentina.

## Monumenti e luoghi d'interesse

### Architetture religiose
La chiesa di San Michele fu ricostruita sull'antica abbazia vallombrosana nel 1715-1721 per volere di Cosimo III de' Medici. La chiesa è dedicata a san Michele arcangelo perché, come sostiene la tradizione, sul luogo dove essa si trova, c'era un tempio dedicato a Marte, al quale era contrapposto san Michele, santo-guerriero. La struttura è a navata unica. All'interno della chiesa sono conservati dipinti del XVIII secolo e un crocifisso del XV secolo ritenuto miracoloso dai fedeli.
Presso il cimitero si trovano i resti della vecchia pieve di Santa Maria a Pulicciano.

### Stazione
Nella frazione è presente una piccola stazione facente parte del collegamento ferroviario della via Faentina.

### Architetture civili
A Ronta si trovano alcune ville; si ricordano: la villa Edlmann, la villa Liccioli, risalente al 1232, la villa Gerini, del XVIII secolo, e la villa Pananti Moretti, che ricorda in una lapide il poeta Filippo Pananti.

## Società

### Tradizioni e folclore
Ogni anno, l'ultima domenica di settembre, viene organizzata la festa del santo patrono, San Michele, che vede contrapporsi in una serie di giochi e in una sfilata di carri allegorici i quattro rioni in cui è suddiviso il paese. 
- Poggio-Pulicciano (colore verde)
- Fondaccio (colore rosso)
- Ronta Alta (colore blu)
- Madonna dei Tre Fiumi-Razzuolo (colore giallo)

## Sport
Presso la frazione ha sede la società calcistica A.S.D. Rontese, che milita nei campionati provinciali.